# Combats esthétiques
Combats esthétiques è una raccolta di articoli in due volumi del 1993 dallo scrittore francese Octave Mirbeau. Nei due volumi sono raccolti gli articoli dedicati alla pittura e alla scultura, scritti da Mirbeau durante la sua carriera di giornalista.

## Contenuto
Accanito sostenitore quasi ufficiale di Claude Monet e di Auguste Rodin, ai quali consacra numerose cronache e che contribuisce più di ogni altro a far passare, in venti anni, da una modesta notorietà alla gloria e alla consacrazione, proclama il genio di Vincent van Gogh, di Paul Cézanne e di Camille Claudel, canta Edgar Degas e Auguste Renoir, rende omaggio a Whistler, Eugène Carrière e a Jean-François Raffaëlli, promuove Maxime Maufra, Constantin Meunier e Aristide Maillol.
L'autore de Il reverendo Jules (L'Abbé Jules) ridicolizza invece, da un lato, isimbolisti, i prerafaelliti, "larvisti" e altri "cabalisti" ed ogni artista che non rispetta o tradisce la natura; e dall'altro, gli accademici, i fabbricanti di tele dipinte, gli industriali di statuaria; i suoi zimbelli sono Alexandre Cabanel, William Bouguereau, Édouard Detaille, Carolus-Duran, Benjamin-Constant, Denys Puech.
Ostile al sistema dei Salons e all'intervento dello Stato livellatore nel campo delle belle arti, poiché egli vuole che i pittori impressionisti possano continuare a lavorare malgrado l'ostracismo dei Salons ufficiali. In realtà il mercantilismo in arte gli sembra particolarmente pericoloso poiché tende a sua volta a soffocare i veri talenti e le voci originali non redditizi.
Il suo dovere di critico non è di analizzare ed interpretare le opere, un esercizio che gli sembra vano e arbitrario, ma semplicemente di far condividere ai suoi lettori i suoi entusiasmi e le sue esecrazioni, nella speranza di permettere ad alcuni artisti innovatori di farsi conoscere e di vivere a pieno la loro arte, naturalmente senza farsi alcuna illusione sugli uomini e sul sistema educativo. Mirbeau dunque è innanzitutto un portavoce che fa dell'emozione estetica, particolarmente soggettiva, il criterio dei suoi giudizi, sempre contrario alle minacce dello snobismo.